# ヘンリー・スパイト
ヘンリー・スパイト（Henry Speight、1988年3月24日 - ）は、プロD2、ビアリッツ・オランピックに所属するラグビーユニオン選手。

## プロフィール
- フィジー・スバ出身。
- ポジションはウィング(WTB)。
- 身長 186cm、体重 97kg
- U20ニュージーランド代表に選ばれたことがある[1]。
- オーストラリア代表キャップは19（2020年4月現在）でラグビーワールドカップ2015のオーストラリア代表に選ばれた[2]。
- 7人制オーストラリア代表に選ばれたことがある。

## 略歴
ワイカト、ブランビーズ、キャンベラ・ヴァイキングズ、アルスターを経て、2020年、レッズに加入。同年、ビアリッツ・オランピックに加入。